# Isaak Elchanan Spektor

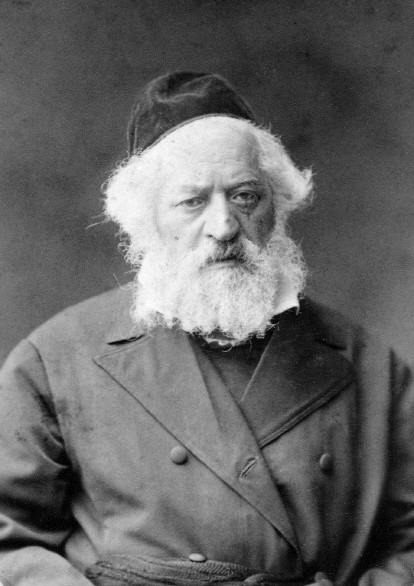
Isaak Elchanan Spektor

Isaak Elchanan Spektor (geb. 1817 in Ross [Рось; poln. Roś] bei Grodno, Russland; gest. 6. März 1896 in Kowno) war ein russischer Rabbiner und Talmudist. Er gründete eine Jeschiwa in Kowno und unterstützte die Chovevei-Zion-Bewegung in Russland.
Nach der öffentlichen Anerkennung der Chovevei Zion dekretierte er, die Besiedlung Palästinas sei eine religiöse Pflicht. Spektor war bekannt und geehrt aufgrund seiner menschlichen Interpretation religiöser Vorschriften. Nach ihm ist der Nachalat-Jitzchaq-Friedhof in Givʿatajim benannt.